# Иса-фьорд
И́са-фьорд, или Исафьярдардьюп (исл. Ísafjarðardjúp) — большой фьорд, расположенный в Вестфирдир, на северо-западе Исландии. Название фьорда переводится с исландского языка как «бездна ледяного фьорда» (исл. ís — лед, fjörður — фьорд, djúpur — бездна, глубь).
Длина фьорда составляет 74 км, а ширина у входа — 22 км. Глубина фьорда местами достигает 128 метров. Берега скалистые, обрывистые. На берегах фьорда расположен самый большой город северо-западной части Исландии и главный город региона Вестфирдир — Исафьордюр, а также населённые пункты Болунгарвик и Судавик.
От Иса-фьорда ответвляются несколько маленьких фьордов. По юго-западной стороне от входа внутрь, это Шкутульс-фьорд (Skutulsfjörður), Аульфта-фьорд (Álftafjörður), Сейдис-фьорд (Seyðisfjörður), Хест-фьорд (Hestfjörður), Шкёту-фьорд (Skötufjörður), Мьоуи-фьорд (Mjóifjörður), Ватнс-фьорд (Vatnsfjörður), Рейкьяр-фьорд (Reykjarfjörður) и Иса-фьорд (Ísafjörður). На северо-восточной стороне это фьорд Кальдалоун (Kaldalón).
В фьорде находятся три острова — Вигюр (Vigur; крупнейший), Айдей (Æðey) и Боргарей (Borgarey; самый маленький). Остров Боргарей необитаем, а на двух других есть фермы.